# Wolfgang Schmaltz
Wolfgang Schmaltz (* 13. September 1898 in Dresden; † 5. Dezember 1964 in München) war ein deutscher Diplomat.

## Leben und Tätigkeit
Er war Sohn des Ministerialdirektors und Geheimen Rats Georg Friedrich Eckard Schmaltz. Am 12. September 1917 kam er zum Ulanen-Regiment „Kaiser Franz Josef von Österreich, König von Ungarn“ (1. Königlich Sächsisches) Nr. 17 der sächsischen Armee und wurde am 18. Mai 1918 mit einem Patent vom 15. September 1917 zum Leutnant befördert. Er diente im Regiment in einer Eskadron und wurde am 11. August 1918 zur Flieger-Ersatz-Abteilung Nr. 6 in Großenhain abkommandiert. Er schied nach Kriegsende als Leutnant aus.
Er trat 1925 in den Auswärtigen Dienst ein. Er wurde zunächst in der Abteilung IV (Osteuropa, Skandinavien) beschäftigt. Am 21. Januar 1928 bestand er die diplomatisch-konsularische Prüfung.
Schmaltz gehörte wie eine Reihe anderer hoher Beamter des Auswärtigen Amtes (Ulrich von Hassell, Herbert von Dirksen, Hans von Flotow) in der Zeit der Weimarer Republik dem Deutschen Herrenklub an.
Von 1928 bis 1939 war Schmaltz mit Unterbrechungen am Generalkonsulat in Osaka-Kobe tätig. Diesem wurde er am 6. November 1928 mit der Amtsbezeichnung eines Vizekonsuls zugeteilt (Dienstantritt am 18. Februar 1929). 1931 erhielt er den Rang eines Vizekonsuls und 1937 den Rang eines Konsuls. Zwischendurch, vom 27. März 1933 bis zum 13. Januar 1934, leitete Schmaltz kommissarisch das deutsche Konsulat in Haiphong.
Aufgrund seiner kritischen Haltung gegenüber dem nationalsozialistischen Regime, seines Engagements im Jahr 1933 für einen jüdischen Angestellten im deutschen Konsulat von Hanoi, der Erteilung und Ausstellung von Ausreisevisa für deutsche Juden wurde Wolfgang Schmaltz 1939 nach Berlin abberufen, wo er bis Ende Februar 1940 als Legationsrat im Auswärtigen Amt tätig war und im Alter von 41 Jahren ab März 1941 für den Wehrdienst freigegeben und einberufen wurde. Mit Entscheidung der Hauptkammer München wurde er aufgrund der erlittenen Nachteile in der Zeit des Nationalsozialismus im November 1949 abschließend entlastet.